# Монументална ос
„Монументална ос“ (на португалски: Eixo Monumental) е централният и главен булевард в градския дизайн на бразилската столица Бразилия .
Авенюто започва от сградата на Националния конгрес на Бразилия и се счита за част от магистрала DF-002. Първата му част е известна като „Еспланада на министерствата“ (Esplanada dos Ministérios), тъй като е заобиколена от сгради на министерства. Много важни правителствени сгради, паметници и мемориали са разположени на булеварда.
Градската легенда продължава да твърди, че  булевардът е най-широкият път в света, където „[100 до 160] коли могат да се движат една до друга“. Това не е вярно, тъй като пътят се състои от 2 алеи с 6 ленти от двете страни; общо 12 платна. Въпреки това улицата е включена в Книгата на рекордите на „Гинес“ като най-широката средна ивица на магистрала в света.
На 21 април 2008 г., година преди да се разпадне официално, мексиканската поп група RBD изнася безплатен концерт пред 500 000 души на булеварда. по време на турнето Empezar Desde Cero 2008 Шоуто е посветено на 48-ата годишнина от основаването на град Бразилия. То е записано и издадено на DVD със заглавието Live in Brasilia. Присъстващата публика е най-многобройната, пред която групата е изпълнявала.